# Пак Чхоль Мін
Пак Чхоль Мін  (кор. 박철민, 21 вересня 1982) — північнокорейський дзюдоїст, олімпійський медаліст.

## Виступи на Олімпіадах
| Олімпіада  | Дисципліна           | Місце |
| ---------- | -------------------- | ----- |
| Пекін 2008 | напівлегка категорія | 3T    |